# 朱先奇
朱先奇（1954年8月—），山西定襄人，中华人民共和国政治人物。

## 生平
毕业于山西矿业学院机械系机械设计专业，后留校任教。1984年，担任山西矿业学院团委书记兼学生工作办公室副主任。1989年，任山西省共青团省委宣传部部长。1992年，任太原工业大学材料工程学院党委书记。1997年，任太原理工大学党委副书记。1998年，升任太原理工大学党委书记。2006年，担任山西省委组织部副部长。2013年，任山西省政协副主席，省委组织部常务副部长。2016年2月，出任山西省政协党组副书记。